# Antoine-Léonard Dupasquier
Antoine-Léonard Dupasquier est un sculpteur français né à Paris en 1748, où il est mort le 26 novembre 1828.

## Biographie
Antoine-Léonard Dupasquier est l'élève de Charles-Antoine Bridan (1730-1805) à l'Académie royale de peinture et de sculpture. Il obtient le prix de Rome de sculpture en 1776. Pendant son séjour à Rome, il dessiné le Triomphe de Marc-Aurèle acquis par le cabinet des dessins du musée du Louvre en 1824.
D'après La Mort de Germanicus peint par Nicolas Poussin en 1627, il réalise en 1775 un médaillon représentant La Mort du Dauphin qui ornait la porte Dauphine de Sens conçue par l'architecte Charles-Axel Guillaumot, érigée en 1777 et démolie en 1883,.
À son retour de Rome, il travaille à Bagatelle, puis à Neuilly pour Claude Baudard de Saint-James et pour M.de Laborde. Il a réalisé des sculptures pour l'hôtel de ville de Tours en 1785.
Il est nommé membre du premier conservatoire du Muséum central des arts, premier nom du musée du Louvre, qui a remplacé la commission du Muséum le 27 nivôse an II (16 janvier 1794). Ce conservatoire était composé des peintres Jean-Honoré Fragonard, Jean Bonvoisin, Pierre-Étienne Le Sueur, Jean-Michel Picault et Jean-Baptiste Wicar, les sculpteurs Robert-Guillaume Dardel et Antoine-Léonard Dupasquier, des architectes Julien-David Leroy et François-Jacques Delannoy, ainsi que par l'écrivain Casimir Varon. Ce conservatoire est modifié après la séance de la Convention du 15 thermidor an II qui élimine Le Sueur et Wicar. Il reste en fonction jusqu'au 1er floréal an III (20 avril 1795).
Il exécute la statue du général Hoche pour le palais du Luxembourg, celle de Démosthène du palais Bourbon, et le buste de Beaumarchais. Il décore la façade sud de l'arc de triomphe du Carrousel.
En 1808, il expose une partie de la sculpture de la colonne Vendôme représentant les retranchements d'Elchingen pris par le maréchal Ney. En 1810, il sculpte le bas-relief de la capitulation d'Ulm pour le corps législatif.

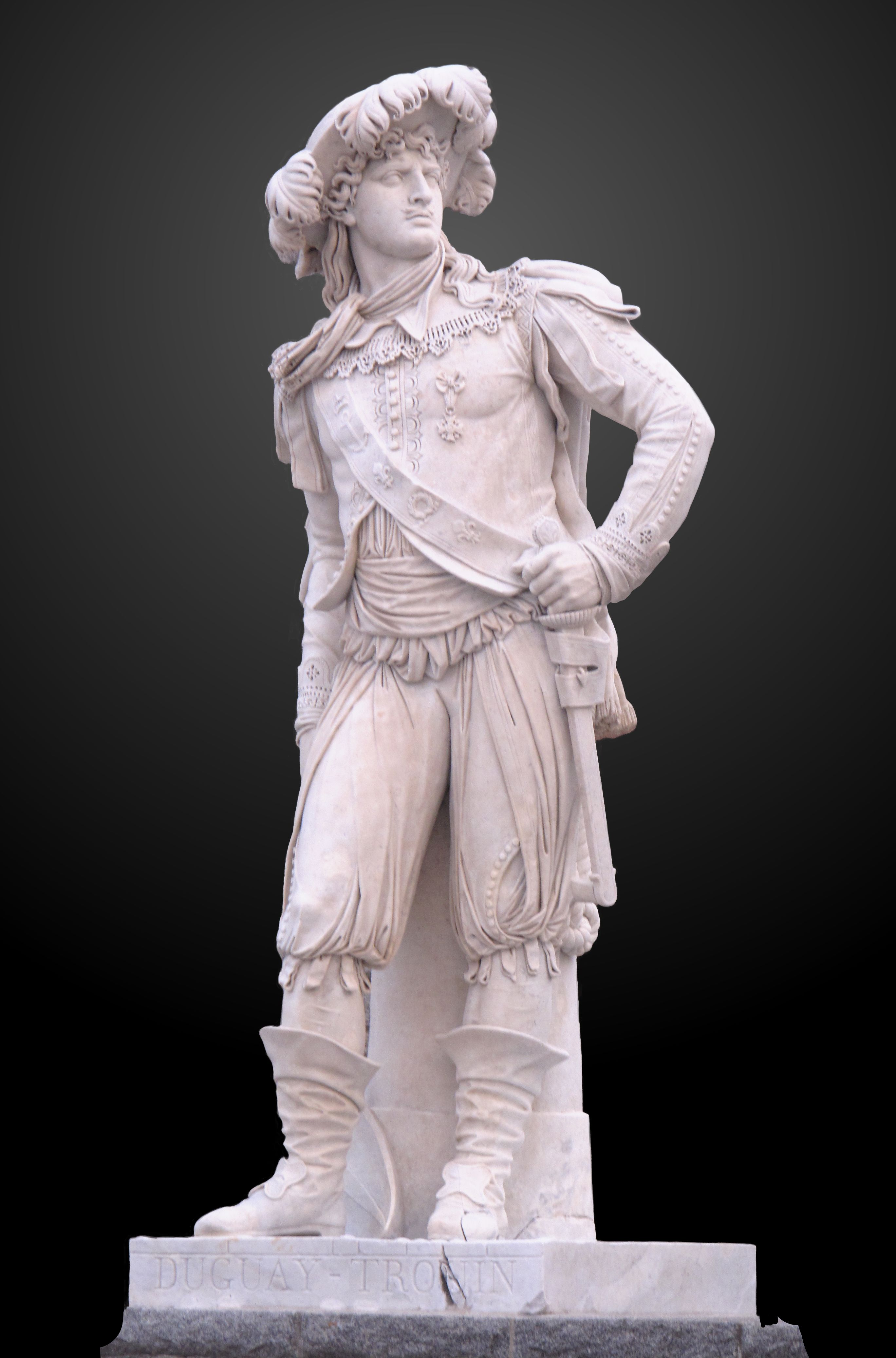
Statue de Duguay-Trouin.

Pour le pont de la Concorde, il réalise la statue du général Hervo en 1812, celle de Dugauy-Trouin représenté lors de la prise de Rio de Janero en 1711, est présentée en 1817 et réexposée en 1822. La statue de Duguay-Trouin de 4 mètres de haut qui avait été déposée en 1832 et transférée sur la place d'armes devant le château de Versailles avec les autres statues du pont, puis en 1931 à Saint-Malo, a finalement été érigée devant le bâtiment des élèves de l'École navale au Poulmic en 1963.
Il sculpte en 1809 les deux Renommées couronnant le buste de Napoléon (remplacé par un casque de Minerve pendant la Restauration) qui ornent les deux côtés de l'arcade de la façade côté Seine de l'aile sud de la cour Carrée du palais du Louvre.
Le Panthéon de Paris abrite sa Législation, où il représente Lycurgue de Sparte présentant son code de lois à la république.
Il obtient une grande médaille en 1810.